# Waterweerstand

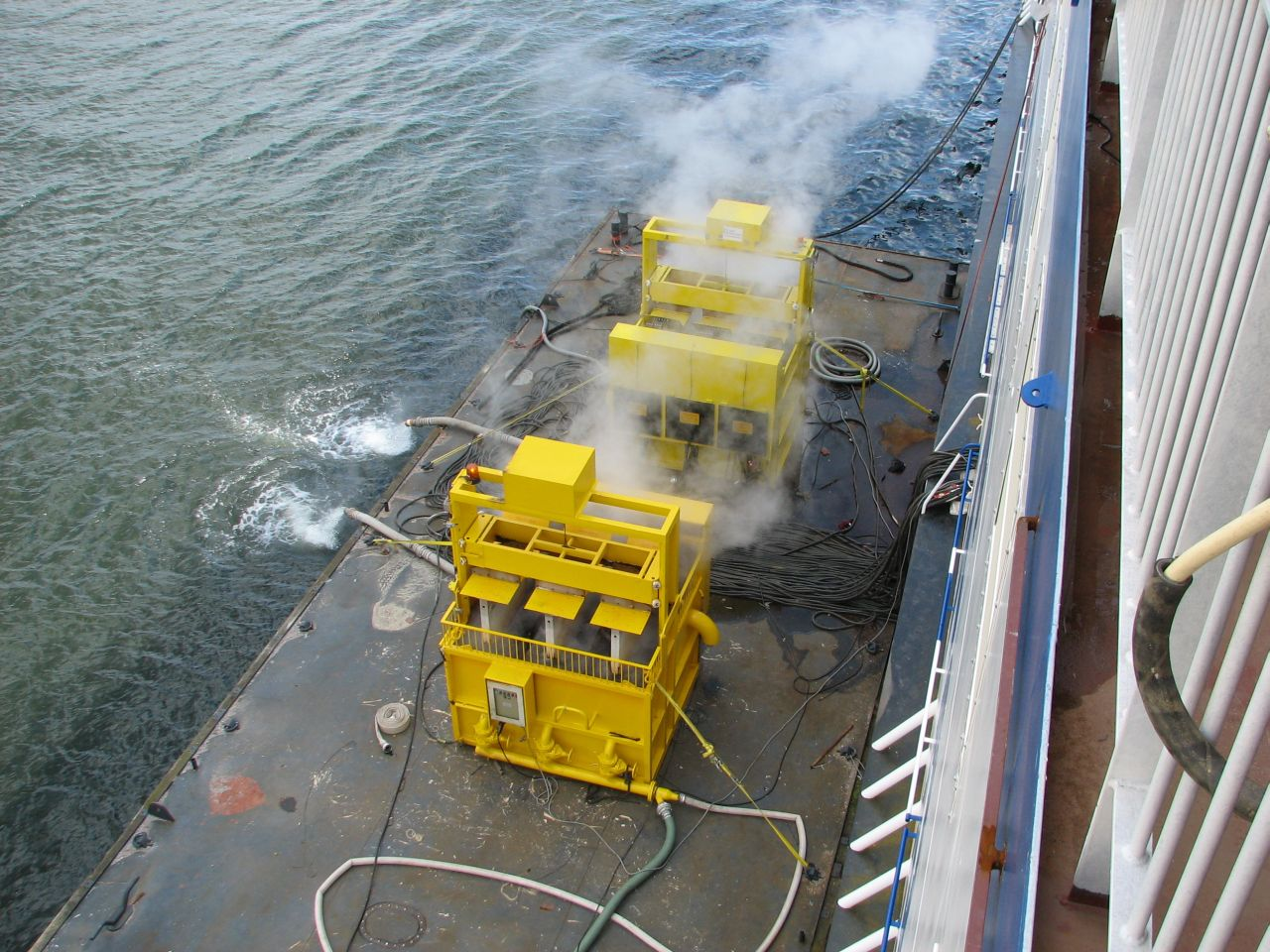
Een waterweerstand in bedrijf

Een waterweerstand is een elektrisch testgereedschap waarmee generatoren onder variabele belasting kunnen worden getest. Hij bestaat uit een bak met gewoon water waarin een aantal kwadrantvormige kantelbare of lineair verschuifbare messen goed geïsoleerd van elkaar zijn opgehangen, die op een diepte naar verkiezing onder water kunnen worden gedompeld. Om het vermogen van de waterweerstand op te voeren wordt soms soda aan het water toegevoegd waarmee de geleidbaarheid toeneemt.
Per fase of pool wordt een mes aan de generator gekoppeld en vervolgens worden na het starten van de generator de messen gecontroleerd steeds verder ondergedompeld. Daarmee neemt de belasting van de generator toe. De generator wordt op die manier gedurende een vooraf bepaalde tijd onder vollast getest. Als er niets fout gaat en de generator aan de specificaties voldoet wordt hij goedgekeurd en afgenomen.
Het gebruik van een waterweerstand dient met de nodige voorzichtigheid te gebeuren. Door het formaat en de tijdelijkheid van het gebruik wordt hij meestal even ergens buiten geplaatst. Dan moet die plaats goed worden afgezet, omdat de volle spanning meestal onder handbereik is. In het geval van bijgaande illustratie werd een scheepsgenerator getest en werd gekozen voor een ponton langszij. 
In de tijd dat het toerental van machines nog niet elektronisch werd geregeld werd daar soms een waterweerstand voor gebruikt. Bekend uit die tijd is het gebruik in draaimolens op de kermis.